# Утренняя доставка (Молочник № 1)
Утренняя доставка (Молочник #1) (англ. Morning Deliveries (Milkman #1)) — рассказ американского писателя Стивена Кинга, впервые опубликованный в сборнике «Команда скелетов» в 1985 году.
Рассказ повествует об утреннем маршруте молочника по имени Спайк, оставляющего клиентам в молочных бутылках разнообразные «сюрпризы»: отравляющие жидкости, смертоносный газ и ядовитых пауков.
Рассказ представляет собой адаптацию неопубликованного романа «Молочник».

## Сюжет
Рассказ начинается с того, что как-то ранним утром, в обычном американском городке, молочник по имени Спайк (англ. Spike) начинает развозить жителям молочные продукты, оставляя их на крыльце. Вскоре становится ясно, что Спайк — маньяк, который почти каждому второму своему клиенту подкладывает смертельно опасные "гадости", вместо продуктов. Так миссис Маккарти (англ. Mrs. McCarthy) он подсунул живого тарантула в пустой коробке из-под молока, к дому семьи мистера Уэббера (англ. Mr. Webber) положил пузырёк с этикеткой от крема универсального применения, наполненный концентрированным раствором соляной кислоты, а ещё одной семье оставил у двери бутылку, заполненную смертоносным газом цианидом. Закончив доставку, довольный Спайк уезжает, затем из одного из домов, к которому он подложил свой "сюрприз", выбегает мальчик, хватает оставленный на крыльце пакет и уходит обратно в дом.